# Porothamnium obliquifolium
Porothamnium obliquifolium là một loài Rêu trong họ Neckeraceae. Loài này được (Hornsch.) M. Fleisch. miêu tả khoa học đầu tiên năm 1908.